# Yahorlyk Kut
La Yahorlyk Kut, en ukrainien : Ягорлицький Кут, Yagorlytskyi Kut, en russe : Егорлыцкий Кут, Yegorlytskiy Kut, est une péninsule d'Ukraine sur la mer Noire entre les baies de Yagorlytsk au nord et de Tendra au sud.